# Anne-Cécile Rose-Itier

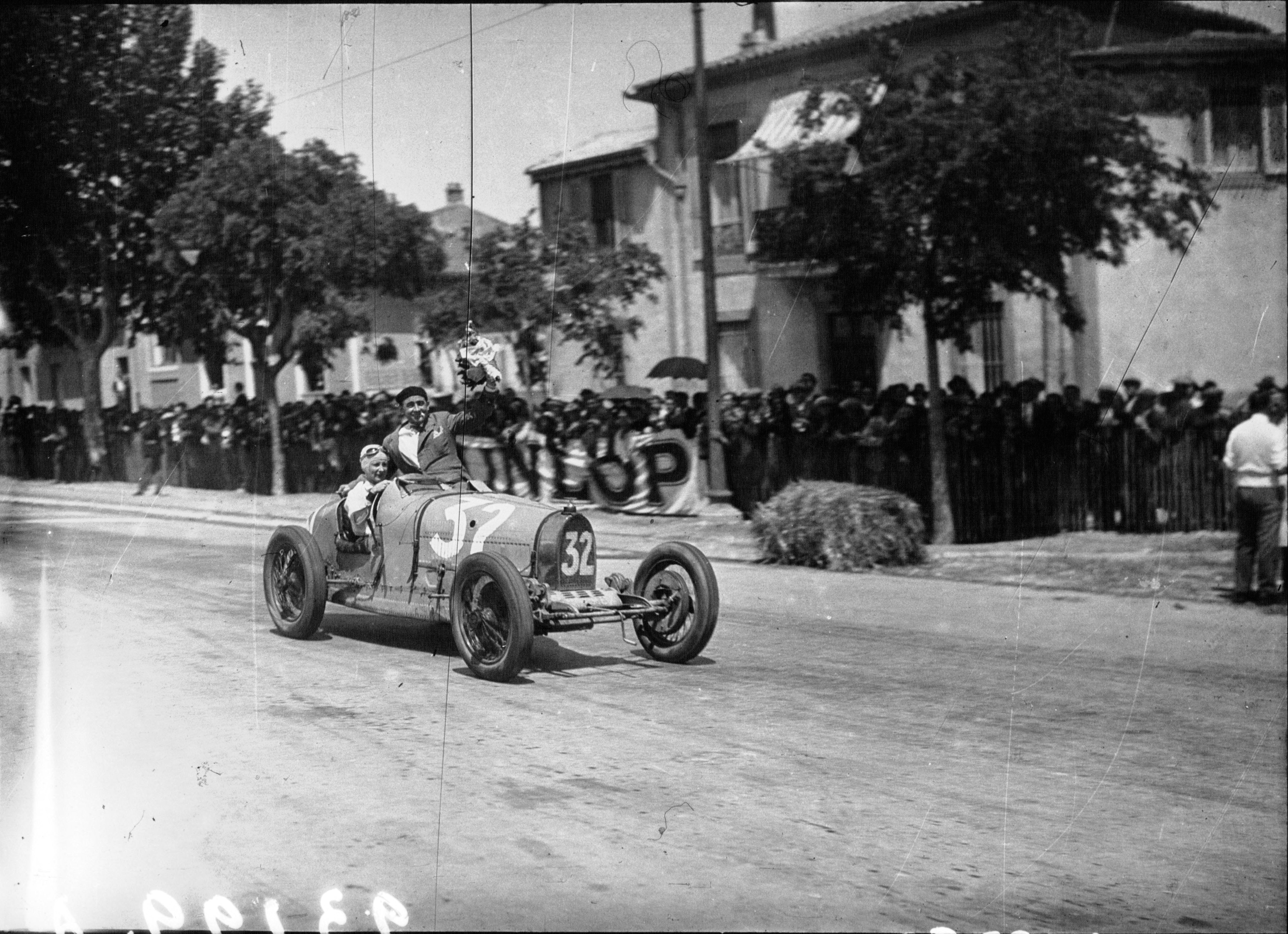
Anne-Cécile Rose-Itier im Bugatti T 37 A, nach ihrem Sieg bei der Trophée de Provence 1932 in Nîmes

Anne-Cécile Augustine Lucille Rose-Itier (* 31. Juli 1890 in Pomeys; † 23. März 1980 in Cannes) war eine französische Autorennfahrerin.

## Karriere als Rennfahrerin
Anne-Cécile Rose-Itier (geborene Itier) begann 1926 mit dem Motorsport, nachdem sie sich durch Scheidung aus einer zerstörerischen Ehe hatte befreien können. Wie viele Frauen ihrer Zeit hatte sie mit Anfeindungen und Vorurteilen zu kämpfen, da nur wenige Konkurrenten mit erfolgreichen Rennfahrerinnen zurechtkamen. In den 1920er-Jahren fuhr sie Bergrennen und ging bei Rallyes an den Start. 1929 stieg sie in den Rundstreckensport ein und bestritt Voituretterennen auf einem Rally.
Bekannt wurde sie in den 1930er-Jahren als Bugattifahrerin. Nachdem sie bei ihren ersten Einsätzen als fahrende Schikane verunglimpft worden war, lernte sie schnell die Eigenheiten des Bugatti T 37 kennen und wurde von Rennen zu Rennen konkurrenzfähiger. Beim Grand Prix de la Marne 1931 erreichte sie den 11. Rang und gewann ein Jahr später die Trophée de Provence.
1934 begann ihre Sportwagenära mit dem Debüt beim 24-Stunden-Rennen von Le Mans, an dem sie bis 1939 regelmäßig teilnahm. Ihre beste Platzierung im Schlussklassement war der 12. Rang 1938 mit Claude Bonneau im MG PA Midget Special. 1937 fuhr sie in Le Mans mit Fritz Huschke von Hanstein, der auch immer wieder ihr Rallye-Beifahrer war. Dem späteren Porsche-Rennleiter war sie besonders verbunden, nachdem er sie 1937 aus einer lebensbedrohenden Lage befreit hatte, weil sie bei der Rallye Marokko  ohne Treibstoff und Wasser in der Wüste gestrandet war. Auch eine Affäre wurde ihnen in diesen Jahren nachgesagt. Ihr größter Erfolg im Sportwagensport war Ende der Dekade der dritte Gesamtrang beim 12-Stunden-Rennen von Paris 1938, mit Germaine Rouault im Delahaye 135CS.
Während des Zweiten Weltkriegs engagierte sie sich als Fluchthelferin für die Résistance und schützte jüdische Kinder vor der Deportation. Ihre Rennaktivitäten nahm sie mit der Rallye Monte Carlo 1948 wieder auf, ehe sie ihre Karriere 1953 beendete. Dem Motorsport blieb sie bis in die 1960er-Jahre verbunden. Über ein 1935 gemeinsam mit Germaine Rouault, Hellé Nice und Jacques Delorme gegründetes Unternehmen betreute sie Rennfahrer ohne Werksvertrag in administrativen Angelegenheiten.

## Statistik

### Le-Mans-Ergebnisse
| Jahr | Team                   | Fahrzeug                   | Teamkollege                | Platzierung | Ausfallgrund |
| ---- | ---------------------- | -------------------------- | -------------------------- | ----------- | ------------ |
| 1934 | Anne-Cécile Rose-Itier | MG PA Midget               | Charles Duruy              | Rang 17     |              |
| 1935 | Anne-Cécile Rose-Itier | Fiat 508S Balilla Sport    | Robert Jacob               | Rang 18     |              |
| 1937 | Anne-Cécile Rose-Itier | Adler Trumpf Rennlimousine | Fritz Huschke von Hanstein | Ausfall     | Motorschaden |
| 1938 | Claude Bonneau         | MG PA Midget Special       | Claude Bonneau             | Rang 12     |              |
| 1939 | Anne-Cécile Rose-Itier | Simca 8                    | Suzanne Largeot            | Ausfall     | Unfall       |